# Forestburgh (New York)
Pour les articles homonymes, voir Forestburg.
Forestburgh est une town du comté de Sullivan, dans l'État de New York, aux États-Unis.

## Géographie
La population de Forestburgh était de 819 habitants au recensement de 2010.